# Le Hamel (Somme)
Le Hamel è un comune francese di 521 abitanti situato nel dipartimento della Somme nella regione dell'Alta Francia.

## Società

### Evoluzione demografica
Abitanti censiti